# 토볼스크현
토볼스크현(러시아어: Тобольская губерния)은 1796년부터 1920년까지 존재했던 러시아 제국의 현으로 현도는 토볼스크이며 면적은 1,385,000km2, 인구는 2,012,536명(1916년 당시 기준)이다. 현재의 러시아 튜멘주, 옴스크주, 쿠르간주, 야말로네네츠 자치구, 한티만시 자치구에 걸쳐 있었다.